# Rückhaltebecken

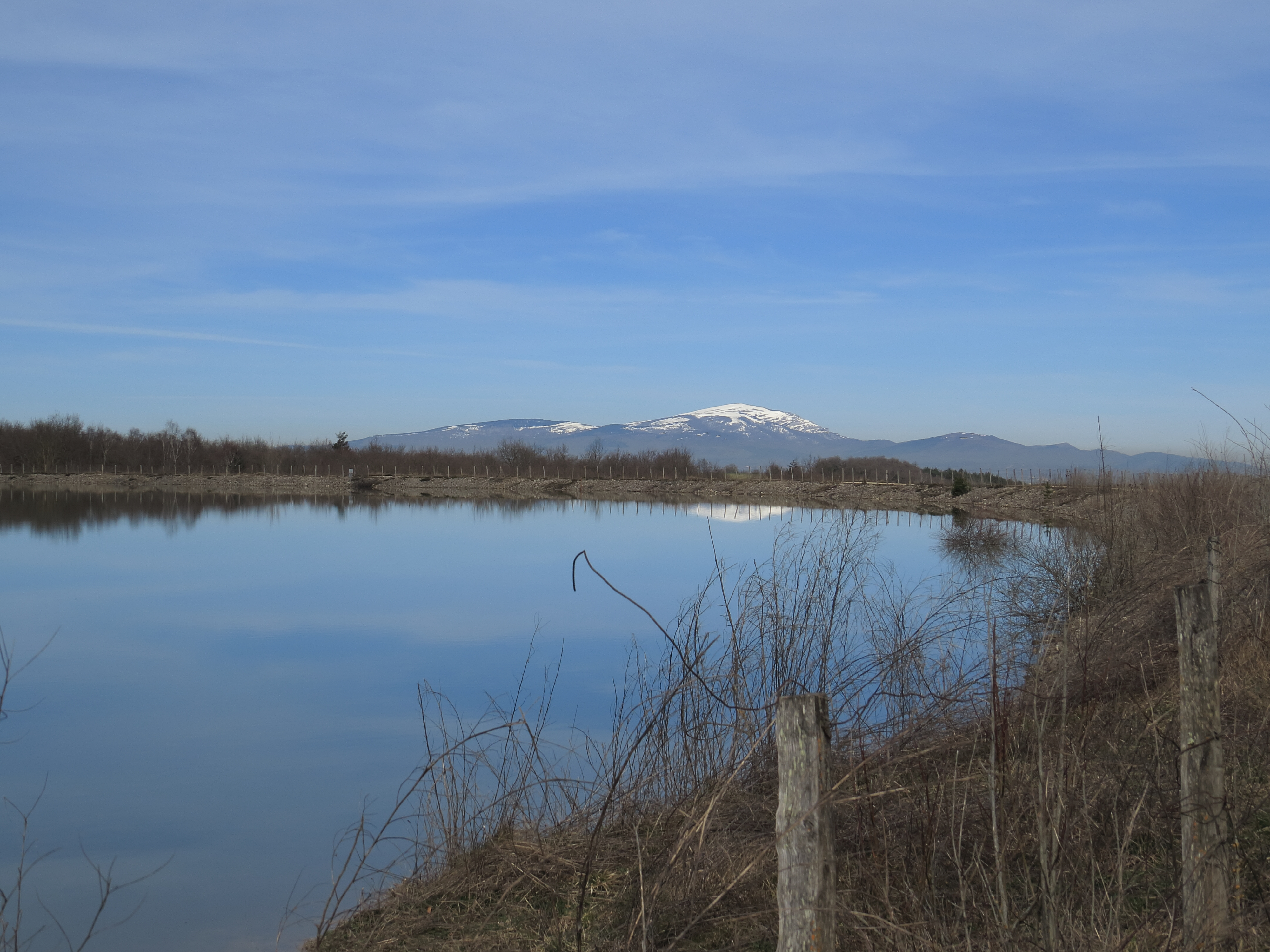
Rückhaltebecken zur landwirtschaftlichen Bewässerung bei Aberasturi, Álava, Baskenland, Spanien; Berg Gorbea im Hintergrund

Ein Rückhaltebecken (kurz: RHB) ist ein künstlich angelegtes Becken, das dazu dient, größere Mengen Wasser zu speichern.
Man unterscheidet etwa:
- Hochwasser-/Hochwasserschutzpolder, ein eingedeichtes niedrig gelegenes Gelände in der Nähe von Gewässern
- Hochwasserrückhaltebecken (HRB), eine Stauanlage, deren Hauptzweck die Regulierung der Abflussmenge eines Fließgewässers bei Hochwasser ist
- Regenrückhaltebecken (RRB), ein künstlich angelegtes Becken, das dazu dient, größere Mengen Niederschlagswasser zu speichern, im Gegensatz zum Hochwasserrückhaltebecken liegt dieses nicht in oder an einem Flusslauf

Bei Wasserkraftwerken werden zum Teil Ausgleichsbecken eingesetzt, um die durch Schwallbetrieb entstehenden ökologischen Nachteile zu verringern. Hierzu wird das abgearbeitete Wasser zunächst in einem Becken gespeichert, um dann gleichmäßig an ein Fließgewässer abgegeben werden zu können.